# Falgons
|  | Per a altres significats, vegeu «Castell de Falgons». |

Falgons és un poble al municipi de Sant Miquel de Campmajor i una antiga baronia, a la comarca del Pla de l'Estany. Està situat al sud-oest de la Vall de Campmajor, al vessant oriental de la serra de Falgons, que és el contrafort septentrional de la Serra de Finestres i de la serra de Rocacorba, encara dins els límits de la Serralada Transversal. És separat de Mieres pel Montfalgó.
Està format per masies disseminades i, per tant, no té entitat urbana. Tenia 50 habitants l'any 2007. S'hi accedeix per la carretera Gip-524 que parteix del nucli de Sant Miquel de Campmajor.
Falgons era ens local independent fins a la primera meitat del Segle XIX, però llavors el seu terme va ser incorporat al municipi de Sant Miquel de Campmajor, juntament amb els altres pobles de la Vall.
La primera referència al poble es pot datar entre l'any 898 i l'any 917 segons l'obra "El archivo Condal de Barcelona en los sigols IX-X" de Frederic Udina i Martorell: In comitatu Bisuldunense, in valle Miliares, villam quam nuncupant Serram et alteram quam dicunt Felicosum. L'església parroquial de Sant Vicenç, del segle xi, és d'estil romànic i d'una sola nau. Havia depès del Monestir de Sant Esteve de Banyoles.
El Castell de Falgons era el centre de la baronia de Falgons de la qual van ser titulars la família Cartellà. És de planta quadrada, amb quatre torres a cada vèrtex, tres de les quals han estat restaurades.

## Etimologia
L'origen etimològic del topònim Falgons, segons explica Joan Coromines al seu Onomasticon Cataloniae, és la hipotètica expressió llatina Pagus Filicosus, que voldria dir “veral on abunda la falguera”. Joan Coromines va visitar el poble per a fer-hi enquestes lingüístiques l'any 1958.
El fet que el nom del poble acabi en «-ons» podria fer pensar en una etimologia no relacionada amb les falgueres, ja que l'evolució esperable a partir de Filicosus és Falgós o bé Folgós. No obstant això, en aquesta zona lingüística hi havia hagut una oscil·lació entre els acabaments en -ans o en -ons propis del català central i els acabaments en -às o en -òs propis del català septentrional. Així doncs, es va acabar imposant la forma acabada en -ons per a moltes paraules, fins i tot per a algunes, com ara Falgons, que podrien haver romàs iguals pel fet de ser noms de lloc. Coromines descriu aquest fenomen com a ultracorrecció.
Coromines addueix diverses proves per considerar el nom Falgons relacionat amb la falguera. En primer lloc, la muntanya que domina el poblet s'anomena Montfalgó i, a més, també havia existit, segons un document de l'any 976, una Coma Felgosa. En segon lloc, l'acta de consagració de l'església del castell de Finestres, de l'any 947, anomena el poble villa Fulgoso. Tot i que hi ha un document de l'any 1006 que ja introdueix la terminació -ons (Felgons), és més abundant la terminació en -ós fins al segle xiv, en què la forma ultra-corregida en -ons s'acaba imposant. En tercer lloc, El nom d'alguns pobles propers com Camós o Ravós del Terri mostren com alguns pobles van resistir la tendència als acabaments en -ons. Hi ha també homònims que es mantenen propers a la forma etimològica: la masia de Falgós a Vidrà, la masia de Falgós al municipi de Serrallonga (Vallespir) i el poble de Lo Falgós a la regió occitana d'Alvèrnia. Finalment, l'entorn natural mostra una certa abundància de falguerar.

## Cultura

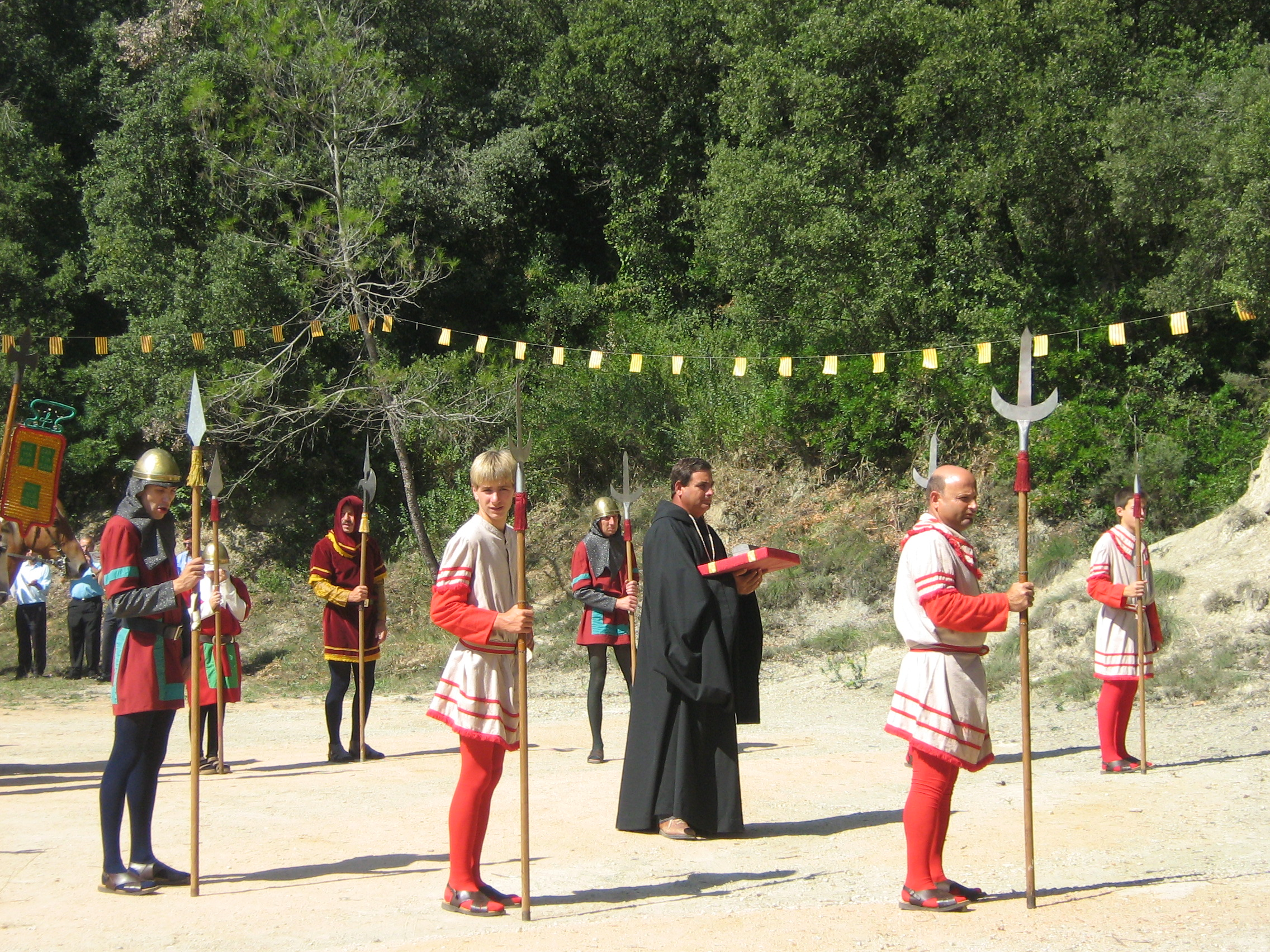
Escena de la cavalcada de l'aplec de sant Ferriol

Cada segon diumenge de setembre hi té lloc l'aplec de Sant Ferriol, que és la festa major del poble. Sant Ferriol havia estat la festa grossa del poble i sant Vicenç la festa petita, que ja no se celebra. L'esdeveniment principal de l'aplec de sant Ferriol és la cavalcada i processó en què es representa com el baró de Falgons Guillem Galceran de Cartellà i els seus soldats porten les relíquies de sant Ferriol des del castell i les presenten al rector del poble abans de celebrar una missa a l'aire lliure en un planell a la vora de l'església. Aquesta cavalcada va ser, molt probablement, una creació del sacerdot Pius Masvidal, que havia estat rector del poble durant el Franquisme.